# Maxaranguape
Maxaranguape là một đô thị thuộc bang Rio Grande do Norte, Brasil. Đô thị này có diện tích 131,3 km², dân số năm 2007 là 9506 người, mật độ 72,4 người/km².